# José Aguilar Álvarez
José Aguilar Álvarez (Ciudad de México, 1902 - 1959) fue un profesor y médico que fuera rector sustituto de la Universidad Nacional Autónoma de México.
Inició sus estudios en el Colegio Francés y los concluyó en la Escuela Nacional Preparatoria. Fue alumno del Dr. Ignacio Prieto y en marzo de 1923 presentó su examen profesional para obtener el título de médico cirujano.
En 1925 comenzó su carrera de docente, impartiendo la clase de Anatomía topográfica en la Escuela Nacional de Medicina.
En julio de 1938, el Consejo Universitario lo nombró director de la Escuela Nacional de Medicina, cargo que desempeñó hasta julio de 1942.

## Conflicto en la Universidad
En atención a la convocatoria emitida por el rector, Samuel Ramírez, un nutrido grupo de consejeros universitarios, siete de los quince directores y la mayoría de los consejeros profesores y alumnos, se reunieron para elegir rector el 3 de agosto de 1944. Este Consejo, que se consideraba legítimo sucesor de un consejo legalmente constituido, nombró a José Aguilar como rector de la Universidad Nacional.
Sin embargo, cuatro días después, el Presidente de la República, Manuel Ávila Camacho, decidió pedir tanto a este rector como al rector efímero, Manuel Gual Vidal, designado por el Consejo Universitario, que renunciaran, ya que se había nombrado una junta de avenimiento (la Junta de exrectores) que asumiría el gobierno de la institución y restablecería la organización universitaria.
Falleció en el año de 1959.